# Meiofauna
Meiofauna eller meiobenthos er en samlet betegnelse for de dyr som lever i eller nær bunden af et vandområde (det vil sig i den bentiske zone), som er små men ikke mikroskopiske. Det er dyr i størrelsesordenen 0,03-0,5 mm, mindre end makrofauna, men større end mikrofauna.
Denne fauna omfatter både dyr, der bliver til makrofauna senere i livet, og dem, der er små nok til at tilhøre meiobenthos hele deres liv. I marine miljøer kan der være tusindvis af individer i 10 kubikcentimeter sediment, og de tæller dyr som rundorme, vandlopper, hjuldyr, bjørnedyr og muslingekrebs og andre, men protister som f.eks. ciliater og foraminiferer inden for meiofaunas størrelsesområde er også ofte inkluderet selvom de teknisk set ikke er dyr. I praksis omfatter udtrykket normalt organismer, der kan passere gennem en sigte med en maskestørrelse på 1 mm, men ikke gennem en maske på 45 μm, selvom de nøjagtige dimensioner kan variere. Om en organisme vil passere gennem en 1 mm maske afhænger også af, om den er levende eller død på sorteringstidspunktet.
Udtrykkene meiobenthos og meiofauna blev opfundet og defineret i 1942 af marinbiologen Molly F. Mare (en). Førsteleddet meio er afledt af det græske "μείων" (méio - "mindre").